# Viacom
A doua încarnare a Viacom Inc. (/ˈvaɪəkɒm/ VY-ə-kom sau /ˈviːəkɒm/ VEE-ə-kom; un portmanteau al Video & Audio Communications) a fost un conglomerat american multinațional de mass media și divertisment cu interese principale în film și televiziune. A fost fondată pe 31 decembrie 2005 ca una din cele două companii care au succedat originalul Viacom, alături de al doilea CBS Corporation. Acționarul de control al ambelor companii era National Amusements, o companie de cinematografe condusă de magnatul Sumner Redstone. Divizarea a fost produsă astfel încât originalul Viacom și-a schimbat numele în CBS Corporation și și-a desprins interesele în cablu și televiziune într-un nou Viacom.
Al doilea Viacom a operat Viacom Media Networks, prin care controla aproximativ 170 de canale și ajungea la aproximativ 700 de milioane de abonați în approximativ 160 de țări. Activele de studio ale lui Viacom au inclus Paramount Pictures, MTV Films, și Nickelodeon Animation Studio, și de asemenea 30% din acțiuni în studioul de animație Rainbow S.p.A.. CBS Corporation a păstrat activele de difuzare supraterestrială, producție de televiziune, serviciu de abonament la televiziune cu plată și publicare, care au fost deținute anterior de primul Viacom. Al doilea Viacom a fost a noua cea mai mare companie media din lume după venit și a avut sediul la One Astor Plaza în Midtown Manhattan, New York City.
Viacom și-a anunțat a doua sa fuziune cu CBS Corporation pe 13 august 2019. Fuziunea a fost finalizată pe 4 decembrie în același an, rezultând în crearea lui ViacomCBS (acum Paramount Global).